# Anoice
Anoiceは木戸崇博、村田有希、藤原歌花、吉川忠志によって結成された日本のインストバンド。メンバーのソロプロジェクトであるTakahiro KidoやYuki Murataに加え、RiLF、Films、Mizu Amane、Mokyow、Cruなどのサイドプロジェクトも持つ。

## メンバー
- Takahiro Kido（ギター、ピアノ、オルガン、グロッケンシュピール など）
- Yuki Murata（ピアノ、シンセサイザー、オルガン、グロッケンシュピール など）
- Utaka Fujiwara（ヴィオラ、ヴァイオリン、シンセサイザー、ウーリッツァー など）
- Tadashi Yoshikawa（ドラム、パーカッション、テルミン、ターンテーブル など）

## バイオグラフィー
2006年、ボストンのImportant Recordsより、クラシック、ロック、電子音楽などに影響を受けた音楽性を特徴とする1stアルバム「Remmings」でデビュー。2008年、音楽レーベル/制作プロダクションRicco Labelを設立。2012年には、欧米の音楽メディアに年間ベストアルバムスに選出されるなど、高評価を得た3rdアルバム「The Black Rain」をRicco Label, Important Records, Flowers Blossom In The Spaceより全世界リリース。2015年、4thアルバム「into the shadows」をリリース。以降、Anoice、及びAnoiceのメンバーであるTakahiro KidoとYuki Murataは、毎年、ヨーロッパとアジアを中心にコンサートツアーも行っている。2019年5月にはニューシングルを3週連続でリリースし、8月には5thのアルバム「Ghost in the Clocks」をリリース。2021年9月には、画家、岡田尚子（MATSURICA）の描く17枚の森の絵からインスピレーションを得て制作された17曲を収録した6thのアルバム「The Hidden Forest」をリリース。2020年と2023年にコロナパンデミックに対峙する世界を描いた2枚のEP「invisible wall」と「unerasable fire」をリリースした後、2024年には3rdアルバム「The Black Rain」と5thアルバム「Ghost in the Clocks」に続く、人類の近代史を描いた3部作の最終章となる7thアルバム「Stories in White」をリリースした。
また、Anoiceはメンバーの組み合わせを変えたり、外部の演奏家とコラボレーションする事で下記のようなソロ/バンド/ユニット名義も持ち、多くの作品をリリースしている。
Takahiro Kido（Anoiceのメンバー木戸崇博のソロプロジェクト）

Yuki Murata（Anoiceのメンバー村田有希のソロプロジェクト）

RiLF（AnoiceとMatryoshkaのヴォーカリストCaluによるオルタナティブロックバンド）

Films（Anoiceと独自の言語を使用する2人の女性ヴォーカリストFilmsによるエレクトロニカユニット）

Mizu Amane（Filmsによる日本語の古語に焦点を当てたサイドプロジェクト）

Mokyow（Anoiceの男性メンバーとキーボーディスト甲斐謙一による即興インストゥルメンタルバンド）

Cru（Anoiceの木戸崇博と村田有希によるネオクラシカルユニット）

加えて、Anoice、及び各メンバーは、国内外の様々な企業のCM音楽制作を担当。また、遠藤尚太郎監督「Tusikiji Wonderland」やCan Evgin監督「Olivier Zahm: Digital Provacateur」やRobin Bain監督の映画「Girl Lost: A Hollywood Story」などの映画、及びNHK「自閉症の君が教えてくれたこと」やWOWOW「ダブル・ファンタジー」「HOTEL -NEXT DOOR-」などのテレビ番組の音楽を手がけ、ヴェネチア国際映画祭短編映画、イタリア賞、文化庁芸術祭、クールジャパンマッチングフォーラム、日本映画批評家大賞など、国内外のイベントで受賞。Anoiceが擁する2人の作曲家である木戸崇博と村田有希自身も札幌国際映画祭にて最優秀作曲家賞を受賞している。

## ディスコグラフィー
Anoice
- Remmings (Studio Album 2006)
- Out of Season (Studio Album 2008)
- Ruined-Hotel Sessions (EP 2008)
- The Black Rain (Studio Album 2012)
- From The Studio (EP 2014)
- into the shadows (Studio Album 2015)
- no room here (EP 2015)
- nothing there (Single 2019)
- missing (Single 2019)
- unknown error (Single 2019)
- it (Single 2019)
- Ghost in the Clocks (Studio Album 2019)
- invisible wall (EP 2020)
- a perfect day for a funeral (Single 2021)
- quiet wish (Single 2021)
- The Hidden Forest (Studio Album 2021)
- Concert in Tokyo 2022 (Concert Album 2022)
- unerasable fire (EP 2023)
- farfa cinematic symphony (Single 2023)
- aria (Single 2024)
- kill lies all (Single 2024)
- Stories in White (Studio Album 2024)

Takahiro Kido
- a Short Happy Life (Studio Album 2005)
- Krageneidechse (Soundtrack Album 2006)
- Walking in the Rhythm (EP 2006)
- in my Time (Studio Album 2007)
- Fleursy Music (Studio Album 2008)
- Fairy Tale (Studio Album 2011)
- The New World (Studio Album 2016)
- Inside-Out Tokyo (EP 2016)
- Tsukiji Wonderland (Soundtrack Album 2016)
- Daily Songs (EP 2021)
- Ice Mermaid (Collaboration Single 2023)
- Memories of the Stone (Collaboration EP 2024)
- Coffee and Doughnuts (Single 2024)

Yuki Murata
- Films (Studio Album 2006)
- Home (Studio Album 2006)
- Gift (Studio Album 2014)
- red owl (Single 2018)
- bird sings a lullaby (Single 2018)
- Piano Fantasia (Studio Album 2018)
- Piano Fantasia+ (EP 2019)
- Spring Greetings (EP 2020)
- Piano Concert (Concert Album 2021)
- shall we dance (Single 2022)
- with all of my love (Single 2022)
- Sunny Spot Story (Studio Album 2022)
- Piano Quartet Concert (Concert Album 2022)
- Ice Mermaid (Collaboration Single 2023)
- Memories of the Stone (Collaboration EP 2024)
- 24 Piano Sketches (Studio Album 2024-2025)

RiLF
- era.ep (EP 2010)
- Ferris Wheel (Studio Album 2010)
- Three Stories for Numbers (EP 2018)
- Soraninaru (Single 2019)
- Miss You (EP 2020)
- My Beloved Farewell (Studio Album 2020)

Films
- Messenger (Studio Album 2010)
- a forbidden garden (Studio Album 2013)
- 8.15 (Single 2015)
- signs from the past (Studio Album 2016)
- loop (Single 2019)
- dispersion (Single 2020)
- noctiluca (Single 2023)
- at the deep end (Studio Album 2023)

Mizu Amane
- mikoto uta (Single 2016)
- kazahana (Single 2017)
- okuribi (Single 2018)
- tamayura (Single 2019)
- hafuri (Single 2020)
- hoshimori no uta (Single 2023)
- miotsukushi (Single 2024)

Mokyow
- Variations for Spiegel (Studio Album 2008)

Cru
- re-Silence (Studio Album 2006)
- music from the underground (Studio Album 2021)

## 音楽制作、及び演奏参加映像作品例

### 映画/テレビ番組
- 松竹映画 遠藤尚太郎監督「Tsukiji Wonderland」
- 東宝映画 真田敦監督「ホノカアボーイ」
- 東映 西片友樹監督「ゴーストドールズ」
- Can Evgin監督「Olivier Zahm: Digital Provacateur」
- WOWOW 御法川修監督「ダブル・ファンタジー」
- WOWOW 御法川修監督「HOTEL -NEXT DOOR」
- テレビ東京 御法川修監督「私の夫は冷凍庫に眠っている」
- Robin Bain監督「Girl Lost: A Hollywood Story」
- Patryk Seni Senwicki/Dominic Spitaler監督「Penrose」
- 白泉社「それでも世界は美しい」
- Robin Mason監督「Weekend」
- Dorothée Lorang/David Beautru監督「Hikikomori: A deafening silence」
- NHKスペシャル「君が僕の息子について教えてくれたこと」
- カルフォルニア州立ソノマ大学人類学研究センター「Growing a Community」
- Cyril Payen / Dug Moore監督「Strychnine Hill」
- スタジオマンゴスチン 泉原昭人監督「Li.Li.Ta.Al」